# أمارغوسا فالي
أمارغوسا فالي (بالإنجليزية: Amargosa Valley) (وكانت تدعى سابقا لاثورب ويلز Lathrop Wells) هي بلدة غير مدرجة  في مقاطعة ني في ولاية نيفادا الأمريكية. 